# إختفاء سعيد مهران (مسلسل)
تدور الأحداث حول الأستاذ "همام سيد أبو الفضل" الذي يختفى في إحدي قري الساحل الشمالي، تاركاً أسرته الصغيرة المكونة من زوجة وطفلان، لتبدأ الأسرة في التعامل باعتباره ميت، بينما يبدأ هو تأسيس حياة جديدة في حي الغورية تحت أسم (سعيد مهران) ويتزوج ابنة أحد التجار، لتتصاعد الأحداث.

## بطولة
| - هشام سليم: همام سيد أبو الفضل ووالده سيد - أحمد بدير: إبراهيم المطلي - سوسن بدر: فردوس زوجة سيد - جيهان فاضل: كوثر الصحفية - درة زروق: ثريا بنت علي - صفاء جلال: عبلة ابن خال همام - إنجي عبد الله: باكينام زوجة همام - ألفت عمر: ميرفت - أحمد خليل: فاضل الاسيوطي - محمود الجندي: علي لوز | - لطفي لبيب: معلم شندويلي - علي حسنين: عم صالح - محمد الصاوي:: أيوب العواد ونصحي السائق - سليمان عيد: توبة الصعيدي - علاء زينهم: رزق سفرجي إبراهيم - مصطفى درويش: بسيوني المخبر - محمود عبد الغفار: شوقي - سامية عاطف: سارة بنت إبراهيم - حسام الجندي: مراد ابن فضل - رباب ممتاز: رحاب الراقصة | - علي حمدي: القهوجى - ولاء شهدي: غرام أم همام - سارة زايد: عزيزة زوجة توبة - فتوح أحمد: عزمي - أحمد صيام: سعفان محامي فضل - كمال سليمان: مسجون - حسان العربي: مسجون - تامر سمير: مسجون - أحمد عبد الله محمود: مسجون - محمد الشقنقيري: رمزي |

بالاشتراك مع
| - منى حسين: نعمت زوجة بسيوني - فاتن شعبان - سنا طاهر: بنت تركية من العصابة - أحمد جمال | - ليلى نصر - غادة فلفل - طارق سليمان - أحمد العشري: ظابط شرطة | - أحمد يوسف - إيما عاكف - جمال يوسف - محمود الدرديري: أخو فردوس همام |

بالإضافة إلى هاني العدوي - ايهاب اباظة - نبيل البرديسي - محمد دسوقي - اشرف خاطر - أبو رجيله - مديحة الحسيني - سعيد الجزار - أحمد سمير - حسين محمود - خالد السعداوي - عبير فهمي - محمد الحناوي - طلعت الشريف - سعاد الهواري - نادرة محمد - سامية خليل - إيهاب علم الدين - كريم دسوقي - شيرين فتحي - محمود يوسف - سالي الدمرداش - زيزي - حسام يونس - محمد بدوي - محمد المهندس - سليم سليمان - احمد النمرسي - محمد بخاطره - حازم فؤاد - ياسين فتحي - طارق عبد الستار - حمادة حميدة - علي جمال الدين - رامي يوسف - عمرو حسن - حسام أبو النجا - هبة عادل - ايريني فهمي - دعاء زايد - لمياء جعفر - احمد الشاويش - حسام بسيوني - بلال صالح - عبد اللطيف ترمس -أحمدق - اكمل المعداوي - عبد الناصر عبد الجليل - سامي جوهر

## هوامش
- ميزانية المسلسل 18 مليون جنيه
- تم اقامة الاحتفال بالمسلسل يوم 8 أبريل 2010 في مبنى المحكمة بحى جاردن سيتى بمدينة الإنتاج الإعلامى، شهد المؤتمر حضورا كبيرا من وسائل الإعلام وأبطال المسلسل وفي مقدمتهم هشام سليم ودرة التونسية وأحمد بدير وسليمان عيد وفتوح أحمد، ومن الوجوه الشابة ريم هلال وصفاء جلال وألفت عمر، إضافة إلى الكاتب محمد حلمى هلال والمخرج سعيد حامد، كما حضر كل من سيد حلمى رئيس مجلس إدارة الشركة المصرية لمدينة الإنتاج الإعلامى ويوسف عثمان مدير إنتاج المدينة وسامى بدوى العضو المنتدب.
- أكد الكاتب محمد حلمى هلال مؤلف المسلسل أن المسلسل ليس له أي علاقة برواية «اللص والكلاب» للأديب العالمى نجيب محفوظ لأنه من غير المعقول أن يستولى على رواية أديب كبير دون الإشارة إلى ذلك.
- سبب اختيار اسم سعيد مهران فيرجع إلى أن بطل المسلسل متأثر بشخصية سعيد مهران التي وردت في اللص والكلاب، وهناك هامش يجمع بينهما وهو الانتقام
- البطولة المطلقة الاولي لهشام سليم.
- كان مرشحا لبطولته النسائية كل من زينة واللبنانية مايا نصري بينما كانت المرشحة الاولي لاخراجه شيرين عادل والتي رشحت لبطولته خالد صالح
- يوم 5 أغسطس 2010 انتهت المطربة المغربية أسماء المنور من تسجيل تترى البداية والنهاية للمسلسل، إضافة إلى انتهائها من تسجيل 5 أغنيات داخل أحداث المسلسل.
- تم التصوير في تركيا والغردقة وعلي طريق مصر إسكندرية الصحراوي ومدينة الإنتاج الاعلامي (الحي الريفي) والإسكندرية.
- تم الاستعانة باحمد خليل بدلا من عبد الرحمن أبو زهرة لانشغاله بتصوير أكثر من عمل درامي بسوريا اثناء التصوير، وتعطل التصوير بسببه أكثر من مرة وتعطل التصوير لمدة 3 أيام لايجاد بديل واعادة المشاهد التي كان قد صورها.
- مشهد الغرق الذي تم تصويره بالغردقة استغرق خمسة أيام كاملة للانتهاء منه